# Tāʾ
Tāʼ (in arabo تاء‎? /tæːʔ/) è la terza lettera dell'alfabeto arabo. Nella numerazione abjad assume un valore pari a 400.

## Origine
Questa lettera deriva secondo alcuni da  dell'alfabeto nabateo, secondo altri da ܬ dell'alfabeto siriaco. In ogni caso deriva da Taw dell'alfabeto aramaico (), che nacque dalla taw dell'alfabeto fenicio (), generata dalla taw dell'alfabeto proto-cananeo ().

## Fonetica
Da un punto di vista fonetico tāʼ corrisponde all'occlusiva alveolare sorda (IPA: /t/), risultando quindi essere assimilabile alla lettera t dell'alfabeto latino.

## Scrittura e traslitterazione
Tāʼ viene scritta in varie forme in funzione della sua posizione all'interno della parola:
| Forma isolata | Forma finale | Forma intermedia | Forma iniziale |
| ﺕ             | ـت…          | …ـتـ…            | …تـ            |

Nella traslitterazione dall'arabo è comunemente associata a t.

## Sintassi
Tāʼ è una lettera solare. Ciò significa che quando le si antepone l'articolo determinativo la sua lām si assimila alla tāʼ.

## Curiosità
- Negli ultimi tempi la forma isolata della lettera tāʼ è simpaticamente utilizzata sulle comunità virtuali (in particolare forum, chat, social network, ecc.) da molti utenti, per via della caratteristica forma che ricorda quella di una faccina sorridente.